# João Rodrigues de Briteiros
D. João Rodrigues de Briteiros foi um militar, Rico-homem e Cavaleiro do Reino de Portugal durante o reinado de D. Dinis I de Portugal.

## Relações familiares
Foi filho de Rui Gomes de Briteiros e de Elvira Anes da Maia, filha de João Pires da Maia, que teve a Tenência da Maia e de Guiomar Mendes de Sousa. Casou cerca de 1260 com Guiomar Gil de Soverosa filha de Gil Vasques II de Soverosa (?– 1277) e de Aldonça Anes da Maia (1215 -?), de quem teve:
1. D. Martim Anes de Briteiros casou com Branca Lourenço de Valadares filha de Lourenço Soares de Valadares e de D. Sancha Nunes de Chacim, filha de Nuno Martins de Chacim e de sua segunda esposa, Teresa Nunes Queixada.
2. D. Gonçalo Anes de Briteiros casou com Maria Afonso Chichorro (?– 1379) filha de Martim Afonso Chichorro (?– 1313) e de Inês Lourenço de Valadares (ou de Sousa), e neta paterna do rei D. Afonso III de Portugal (1210 - 1279),
3. D. Aldonça Anes de Briteiros,
4. D. Froile Anes de Briteiros casou cerca de 1315 com D. Fernão Sanches (?- 1329).

Fora do casamento teve:
1. D. Lourenço Anes de Briteiros,
2. D. Rodrigo Anes de Briteiros